# Châteauneuf (Vendée)
Châteauneuf is een gemeente in het Franse departement Vendée (regio Pays de la Loire) en telt 654 inwoners (2004). De plaats maakt deel uit van het arrondissement Les Sables-d'Olonne.

## Geografie
De oppervlakte van Châteauneuf bedraagt 15,8 km², de bevolkingsdichtheid is 41,4 inwoners per km².
De onderstaande kaart toont de ligging van Châteauneuf (Vendée) met de belangrijkste infrastructuur en aangrenzende gemeenten.

## Demografie
Onderstaande figuur toont het verloop van het inwonertal (bron: INSEE-tellingen).